# Mt. Olympus Water & Theme Park
Koordinaten: 43° 36′ 55″ N, 89° 47′ 22″ W
Mt. Olympus Water & Theme Park ist ein US-amerikanischer Freizeitpark in Wisconsin Dells, Wisconsin, der 1990 eröffnet wurde.

## Geschichte
Der Park wurde durch Jim Laskaris gegründet, der ihn bis zu seinem Tod im Jahr 2003 führte. Bis zu diesem Zeitpunkt wurde der Park unter dem Namen Big Chief Carts And Coasters geführt.
In der Saison 2004 hieß der Park Mt. Olympus Theme Park.

## Liste der Achterbahnen

### Bestehende Achterbahnen
| Name          | Typ                                | Hersteller                    | Eröffnungsjahr |
| ------------- | ---------------------------------- | ----------------------------- | -------------- |
| Cyclops       | Holzachterbahn                     | Custom Coasters International | 1995           |
| Hades 360     | Holzachterbahn, Hybrid Coaster     | unbekannt                     | 2005           |
| Little Titans | Familienachterbahn                 | E&F Miler Industries          | 2000           |
| Pegasus       | Holzachterbahn, Familienachterbahn | Custom Coasters International | 1996           |
| Zeus          | Holzachterbahn                     | Custom Coasters International | 1997           |

### Ehemalige Achterbahnen
| Name             | Typ                                            | Hersteller           | Eröffnungsjahr | Schließungsjahr |
| ---------------- | ---------------------------------------------- | -------------------- | -------------- | --------------- |
| Dive to Atlantis | Wasserachterbahn                               | E&F Miler Industries | 2004           | 2007            |
| Opa              | Wilde Maus, Spinning Coaster, Indoorachterbahn | Zamperla             | 2006           | 2014            |